# Zweite Regierung Melbourne

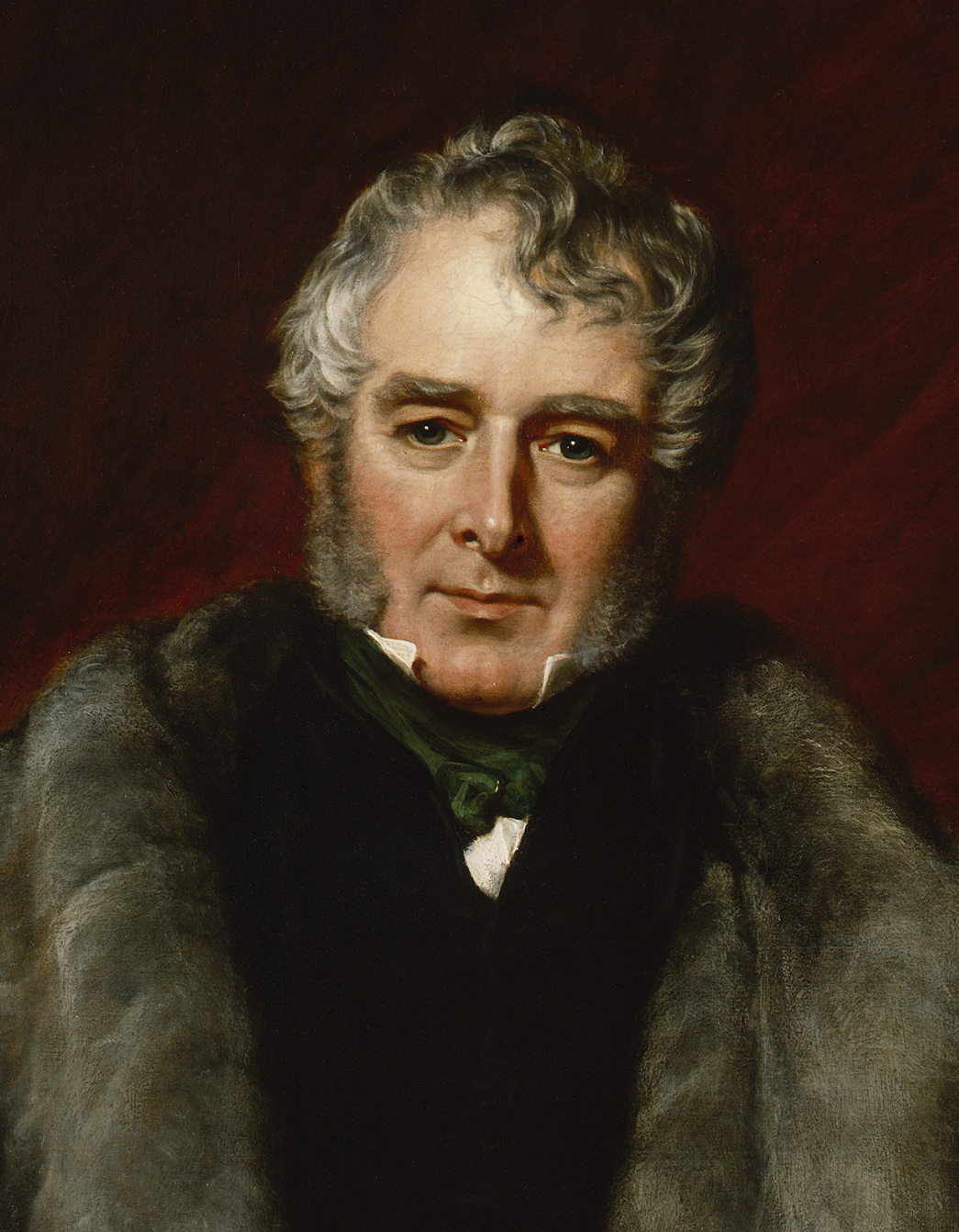
William Lamb, 2. Viscount Melbourne

Die Zweite Regierung Melbourne war von 1835 bis 1841 die Regierung des Vereinigten Königreichs von Großbritannien und Irland. Sie wurde am 18. April 1835 von William Lamb, 2. Viscount Melbourne gebildet und löste die Erste Regierung Peel ab. Sie blieb zum 30. August 1841 im Amt, woraufhin die Zweite Regierung Peel gebildet wurde. Ihr gehörten ausschließlich Mitglieder der liberalen Whigs an. Am 30. August 1839 kam es zu einer umfangreichen Kabinettsumbildung, weshalb die Amtszeit bis zum 30. August 1841 auch als Dritte Regierung Melbourne bezeichnet wird.
Bei den Unterhauswahlen vom 6. Januar bis zum 6. Februar 1835 kamen die Whigs unter der Führung von William Lamb, 2. Viscount Melbourne auf 385 der 658 Mandate im House of Commons (57,4 Prozent), während die Conservative Party unter der Führung von Sir Robert Peel 273 Sitze (42,6 Prozent) bekam. Bei den darauf folgenden Unterhauswahlen zwischen dem 24. Juli und dem 18. August 1837 erhielten die Whigs von Viscount Melbourne 344 der 658 Sitze (51,7 Prozent) und Peels Conservative Party 314 Mandate (48,3 Prozent). Bei den darauf folgenden Unterhauswahlen zwischen dem 29. Juni und dem 22. Juli 1841 erhielt die Conservative Party von Sir Robert Peel 367 (50,9 Prozent) der 658 Sitze im House of Commons und die Whigs unter dem neuen Führer Lord John Russell 271 Mandate (46,9 Prozent), während die Irische Aufhebung (Irish Repeal) mit 20 Abgeordneten (2,1 Prozent) ins Unterhaus einzogen. Die Reformbewegung der Chartisten (Chartists) von William Lovett hingegen verpasste mit 0,1 Prozent den Einzug ins House of Commons.

## Kabinettsmitglieder
Dem Kabinett gehörten folgende Mitglieder an:
| Amt                                     | Amtsinhaber                                                                                           | Beginn der Amtszeit                             | Ende der Amtszeit                                |
| --------------------------------------- | --- | ----------------------------------------------- | ------------------------------------------------ |
| Erster Lord des Schatzamtes             | William Lamb, 2. Viscount Melbourne                                                                   | 18. April 1835                                  | 30. August 1841                                  |
| Lordkanzler                             | Charles Pepys, 1. Earl of Cottenham                                                                   | 16. Januar 1836                                 | 30. August 1841                                  |
| Lordpräsident des Rates                 | Henry Petty-Fitzmaurice, 3. Marquess of Lansdowne                                                     | 18. April 1835                                  | 30. August 1841                                  |
| Lordsiegelbewahrer                      | John Ponsonby, Viscount Duncannon George Villiers, 4. Earl of Clarendon                               | 28. April 1835 15. Januar 1840                  | 15. Januar 1840 30. August 1841                  |
| Erster Kommissar für Wälder und Forsten | John Ponsonby, Viscount Duncannon                                                                     | 28. April 1835                                  | 30. August 1841                                  |
| Innenminister                           | Lord John Russell Constantine Phipps, 1. Marquess of Normanby                                         | 18. April 1835 30. August 1839                  | 30. August 1839 30. August 1841                  |
| Außenminister                           | Henry Temple, 3. Viscount Palmerston                                                                  | 18. April 1835                                  | 30. August 1841                                  |
| Minister für Krieg und Kolonien         | Charles Grant, 1. Baron Glenelg Constantine Phipps, 1. Marquess of Normanby Lord John Russell         | 18. April 1835 20. Februar 1839 30. August 1839 | 20. Februar 1839 30. August 1839 30. August 1841 |
| Erster Lord der Admiralität             | George Eden, 2. Baron Auckland Gilbert Elliot-Murray-Kynynmound, 2. Earl of Minto                     | 23. April 1835 15. September 1835               | 15. September 1835 30. August 1841               |
| Schatzkanzler                           | Thomas Spring Rice Sir Francis Thornhill Baring                                                       | 18. April 1835 30. August 1839                  | 30. August 1839 30. August 1841                  |
| Präsident des Handelsminister           | Charles Poulett Thomson Henry Labouchère                                                              | 18. April 1835 30. August 1839                  | 30. August 1839 30. August 1841                  |
| Präsident des Kontrollamtes             | Sir John Hobhouse                                                                                     | 23. April 1835                                  | 30. August 1841                                  |
| Kanzler des Herzogtums Lancaster        | Henry Vassall-Fox, 3. Baron Holland George Villiers, 4. Earl of Clarendon Sir George Grey, 2. Baronet | 23. April 1835 31. Oktober 1840 23. Juni 1841   | 22. Oktober 1840 23. Juni 1841 30. August 1841   |
| Staatssekretär im Kriegsministerium     | Henry Grey, Viscount Howick Thomas Babington Macaulay                                                 | 23. April 1835 30. August 1841                  | 30. August 1841                                  |
| Chefsekretär für Irland                 | George Howard, Viscount Morpeth                                                                       | 20. Februar 1839                                | 30. August 1841                                  |